# Martina Arroyo
Pour les articles homonymes, voir Arroyo.
Martina Arroyo (née le 2 février 1936 à New York) est une soprano afro-américaine, particulièrement admirée dans les opéras de Verdi.

## Biographie
Martina Arroyo étudie au Hunter College, puis en privé avec Marinka Gurewich. Elle fait ses débuts au Carnegie Hall de New York en 1958, dans la première américaine de Meurtre dans la cathédrale de Ildebrando Pizzetti. La même année elle gagne au concours « Auditions of the Met », et fait ses débuts au Metropolitan Opera en 1959, dans la voix céleste de Don Carlos. Après y avoir chanté de petits rôles, elle se rend en Europe en 1962 et se produit bientôt dans les premiers rôles sur plusieurs grandes scènes européennes. De retour au Met, elle remplace au pied levé Birgit Nilsson dans Aida, en 1965.
Dès lors, c'est le départ d'une grande carrière internationale où elle brille particulièrement dans les grands roles verdiens; Ernani, Macbeth, Il trovatore, I vespri siciliani, Un ballo in maschera, La forza del destino, etc., mais aussi dans Les Huguenots, L'Africaine, Norma, La Gioconda, Cavalleria rusticana, Madame Butterfly, etc.
En 1964, elle est apparue sur le réseau de télévision CBS, sous la direction du chef d'orchestre Alfredo Antonini dans un épisode de la série télévisée CBS Repertoire Workshop - Feliz Borinquen. Le programme a présenté des chanteurs, des acteurs et des danseurs de Porto Rico avec l'Orchestre Symphonique de CBS,,.
Arroyo est surtout remarquable pour la fluidité de sa voix et sa facilité de passage du grave à l'aigu en conservant toujours la rondeur du son.
En janvier 2013, elle était membre du jury au concours Paris Opera Awards.